# Angolkert
A tájképi kert, angolkert vagy angolpark  kerttörténeti stílus és kertforma, ami napjaink kertjeinek elődjének tekinthető. Az angoloknál az 1700-as évek elején, Európában a század második felében jelent meg.
A 18. századi Angliában a parkszerű kertekhez a természet szolgált modellként még akkor is, ha ez a természetfelfogás idealizált és romantikus volt.
Fákat, díszcserjéket és virágokat úgy ültetnek be, hogy a növények elrendezésében semmilyen szabályosság ne legyen. Ekképp a virágokat sosem ültetik ágyásokba, hanem elszórtan díszítik a gyepet; közöttük gyakoriak a hagymás növények. Az angolkert kialakításának ugyanis az a célja, hogy „ideális tájékot” mutasson – olyat, amely nem mesterkélt, hanem mintegy természetszerű.
Az utakat gondosan ápolják, de azok vonalvezetése nem szabályos; itt-ott útvesztők is vannak. A fákat ligetszerű csoportokban vagy nagyobb, gyepes területeken egyenként ültetik. Az angolkert szépségét nagyban emelik a kisebb tavak, a kerten átfutó patakok. A honi fák és cserjék mellett előszeretettel ültetnek importált díszfákat és díszcserjéket; különösen kedveltek a platánok.
Régebben gyakran „angolkertnek” nevezték a vadaskerteket, mivel először az angol vadaskerteket alakították valódi művészettel idealizáltan szép tájakká.

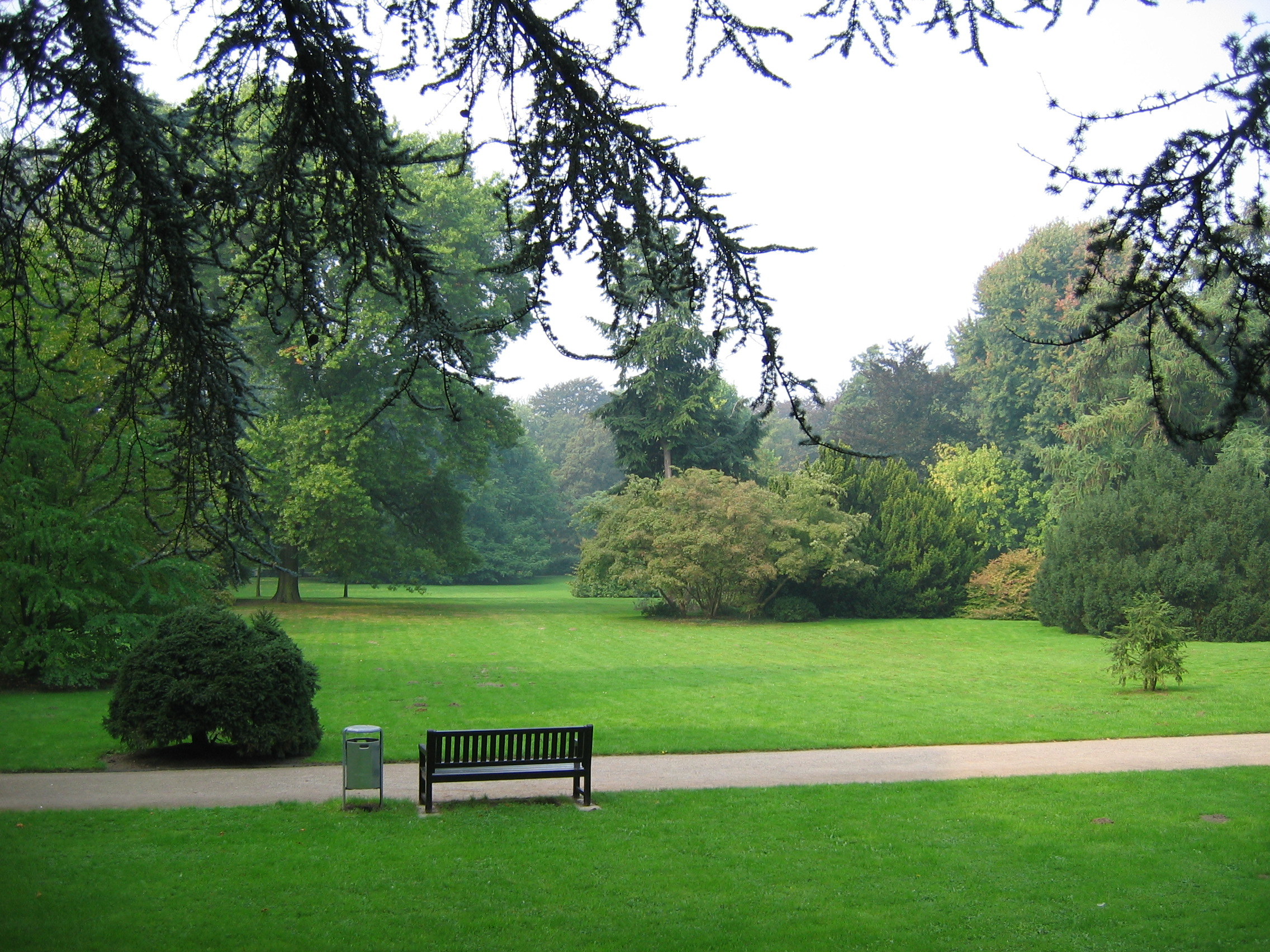
Angolkert

Az angolkerteket "japánkerteknek" is nevezik, elterjedésük az 1720-tól 1920-ig tartó időszakra tehető. A barokk kertek vagy franciakertek utáni kertforma, és mint ilyen elveti a cicomát és a pompát.
Művészeti irányzata a klasszicizmus, jellemző rá a visszafordulás a természeti szépséghez. Alexander Pope angol költő az első, aki megfogalmazta az angolkertek követelményeit, vagyis:
- tájba illő legyen, ne váljon el a természetes környezettől
- geometriai szabályozottsága ne legyen
- a növények elhelyezése csoportos, fel-felbukkanó
- kerítés ne legyen
- kontraszt alkalmazása.

## A tájképi kert jellemzői
A kezdeti angolkertben még megtalálható a diadalív, a pagoda, a teaház és a műromok valamint a japán és kínai elemek.
Általánosan használják a vizet, tavak, patakok, vízfolyások alakjában. Az épület megmaradt a kert középpontjában, amely egyszerű homlokzatú, nem hivalkodó, jellemzően klasszicista stílusú. Az épülethez egy főút vezet, ami csak ritkán szabályos egyenes. Az épületek háta mögött az utak un. S-vonalvezetésűek amiket William Hogarth elnevezése után S-szépségvonalaknak nevezzük.
Az épület háta mögött nagy gyepfelület volt, ahol az angoloknál itt alakították ki a Golfpályát, Európa más országaiban ide került a pagoda, a teaház, illetve a Nyári lak. Obeliszk alkalmazása is megjelenhet, a használt márványt egyre inkább a homokkő váltotta fel.
A korszak nagy brit kerttervezői William Kent, Lancelot "Capability" Brown, és később Humphrey Repton. Fő törekvésük volt, hogy a ház körüli teret megszabadítsák a középkorban divatos úgynevezett „kellemes kertektől”, amelyek a szép látványt nyújtó részletekre irányították a tekintetet. Lásd Franciakert, Reneszánsz kert. Helyettük közvetlenül az épületig nyúló, nyílt gyepes felületeket alakítottak ki. Ezek körül idealizált táj helyezkedett el erdei fákkal, vízzel és szobrokkal, ahol a fény és árnyék játéka festői hatásokat keltett. A vad- és háziállatok behatolását rejtett árok akadályozta meg, ami azonban nem korlátozta a házból nyíló kilátást. A telekhatárokat nagy fák csoportjaival rejtették el, amelyek a háttérben fekvő szántóföldön megismétlődtek. Az esetleges zavaró hatású falvakat egyszerűen áthelyezték, és a folyókat gáttal felduzzasztva mesterséges tavakat létesítettek. Mindez azt a benyomást keltette, hogy a park végtelen messzeségbe nyúlik.
A kert legjellemzőbb vonása az úgynevezett "S-vonalvezetés", amit az angol tájképfestők (pl. Repton) honosítottak meg. Alkalmazták laza vonalvezetéssel, ilyenkor messzebb helyezik el a növényeket, például színes lombú fák esetén, illetve ha meredekebb a vonalvezetés akkor a szemlélőhöz (házhoz) közelebb vannak. Az "S-vonalvezetésű" utak mellett a növények kiültetésénél a kontrasztot alkalmazták. A kontrasztot  szín alapján, világos-sötét, vagy haragoszöld-színes növények, illetve magasság vagy alak szerint, szabályos-szabálytalan formák egymás mellé ültetésével értek el.
Az épített kert külső részén a növények laza, csoportos összeültetése is a tájba való illesztést segítette.
A víz alkalmazását csak természetes formában, a természetes vízforrások felhasználásával vagy kiépítésével gyakorolták. A kertben a háromszöges rálátások mellett voltak úgynevezett nem háromszöges rálátások is.
A kert/park teljesen kiszolgálja az embert és nem öncélú.

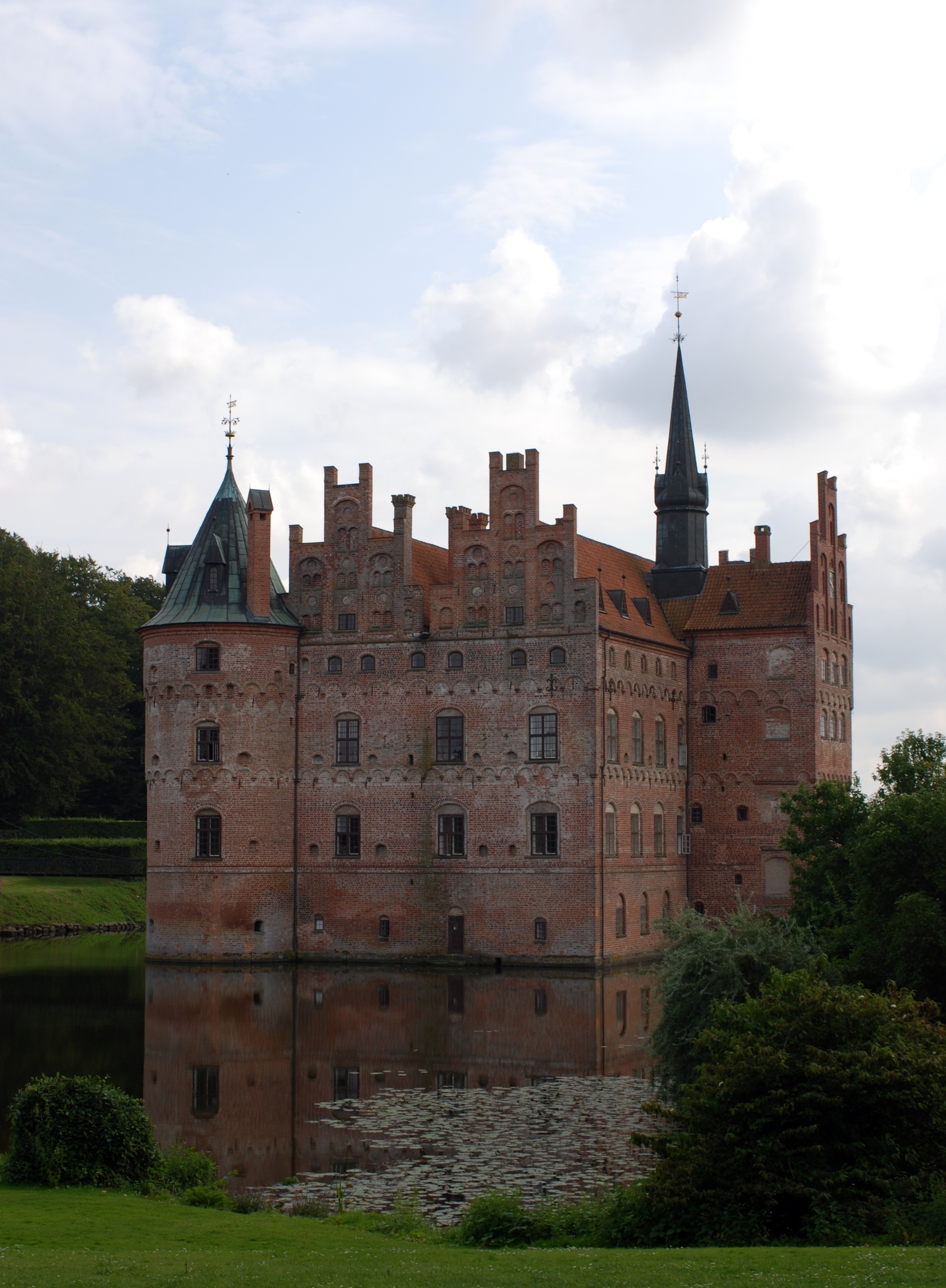
Egeskov-kastély angolkerttel
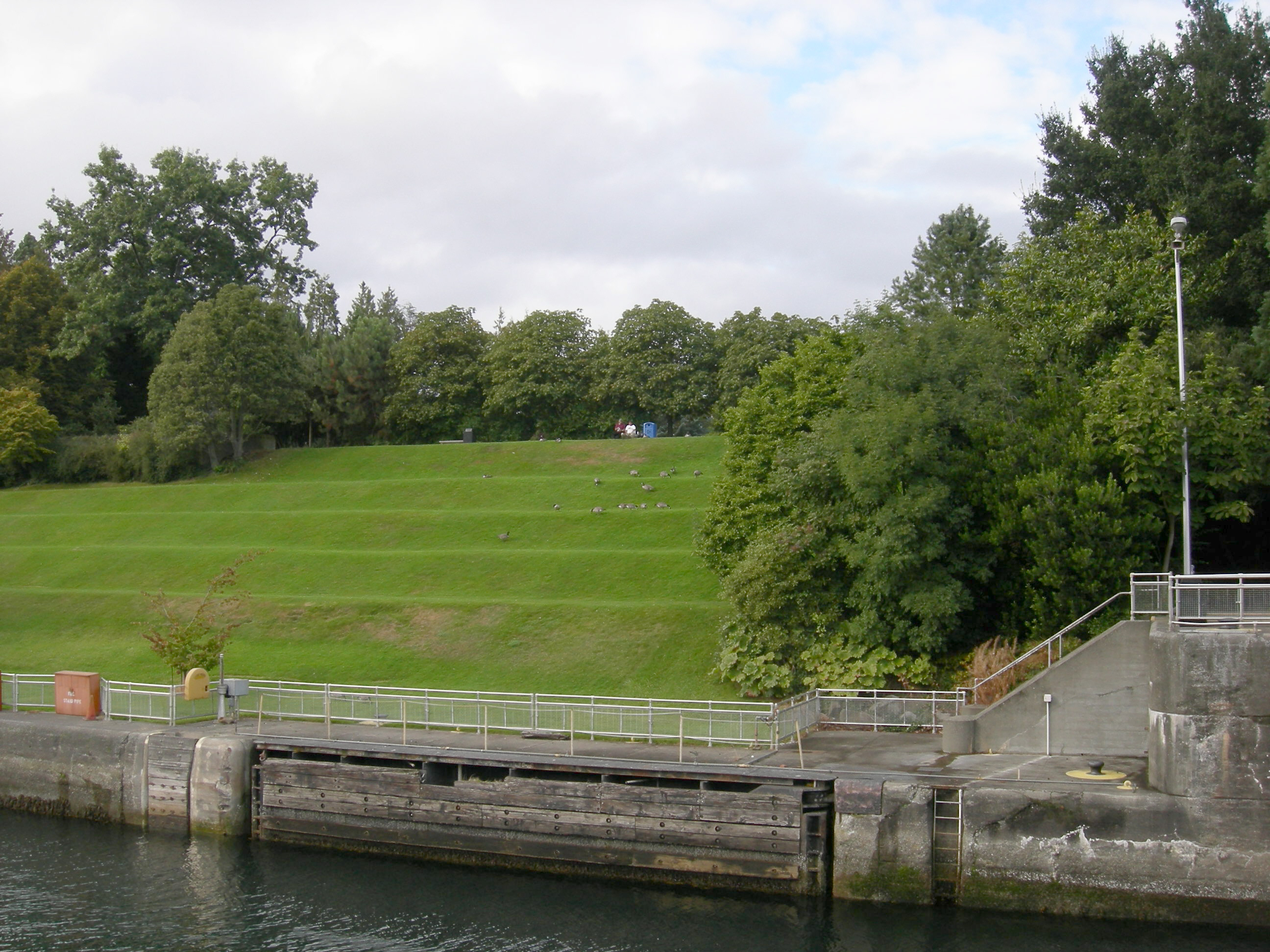
Angolkert, Seattle
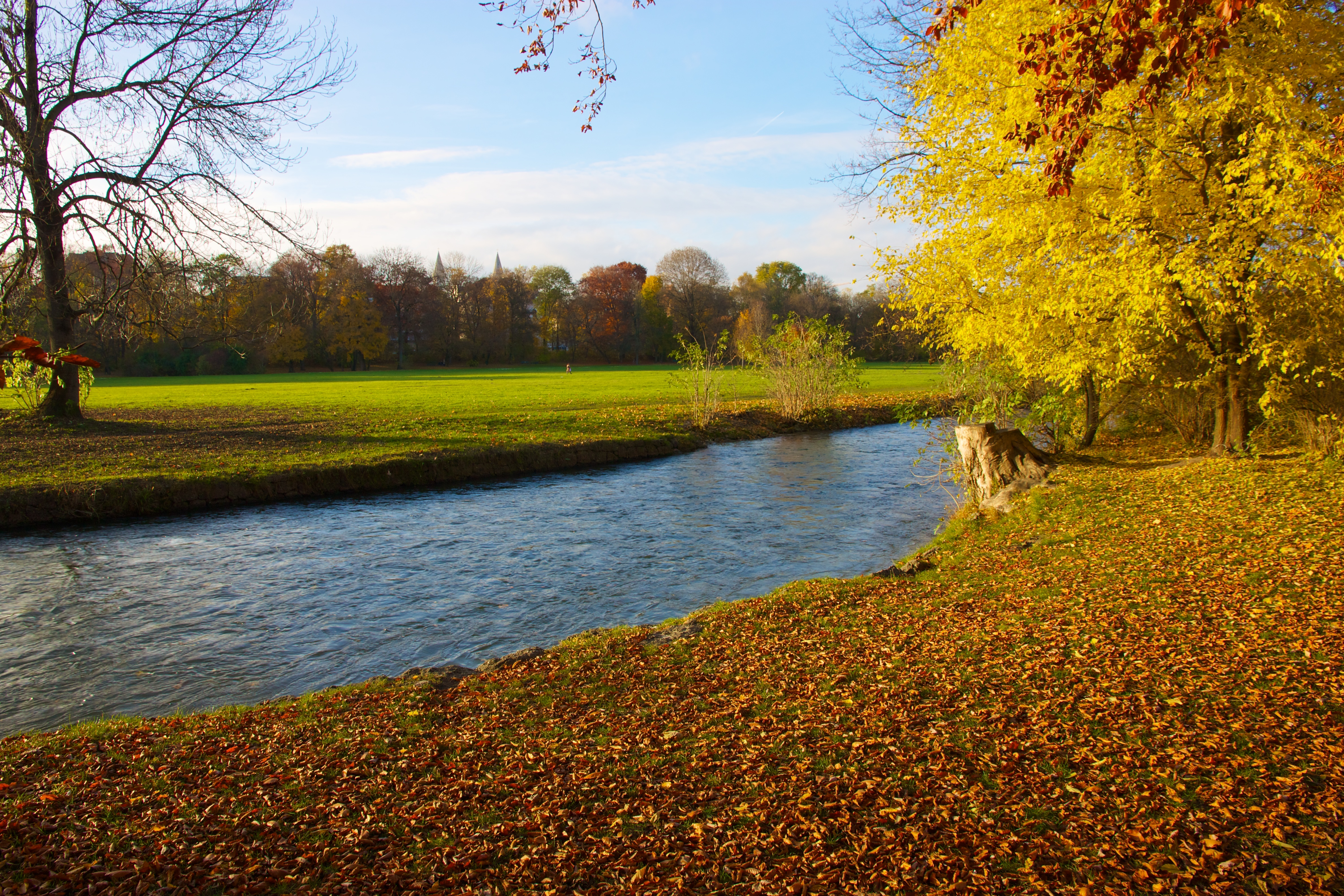
Angolpark, München
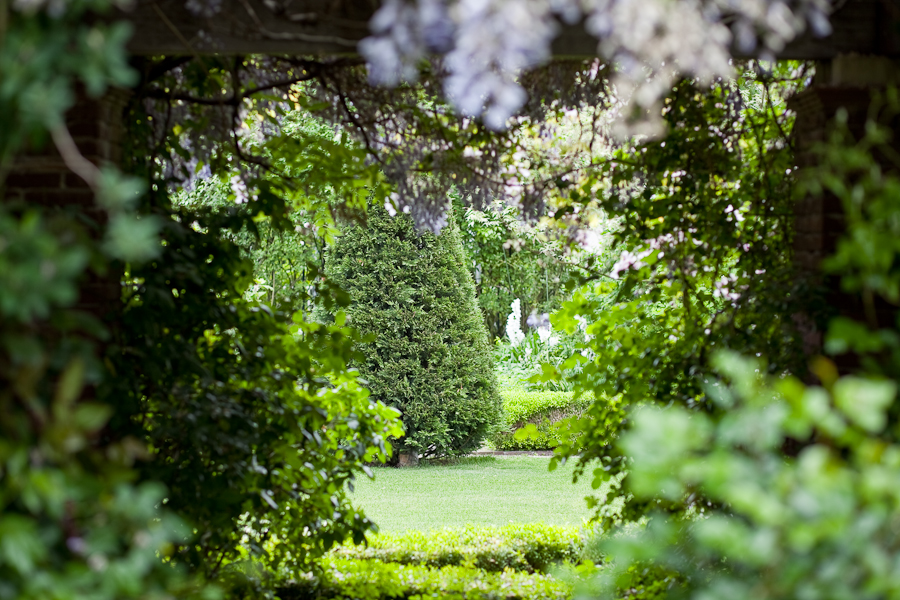
Angolkert, Macue, Japán
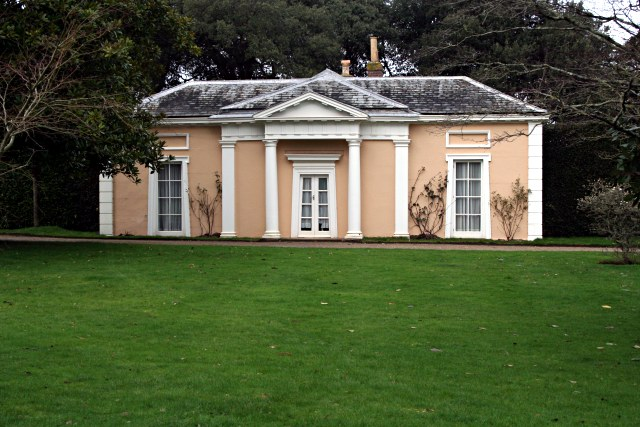
Nyári lak angolkertben
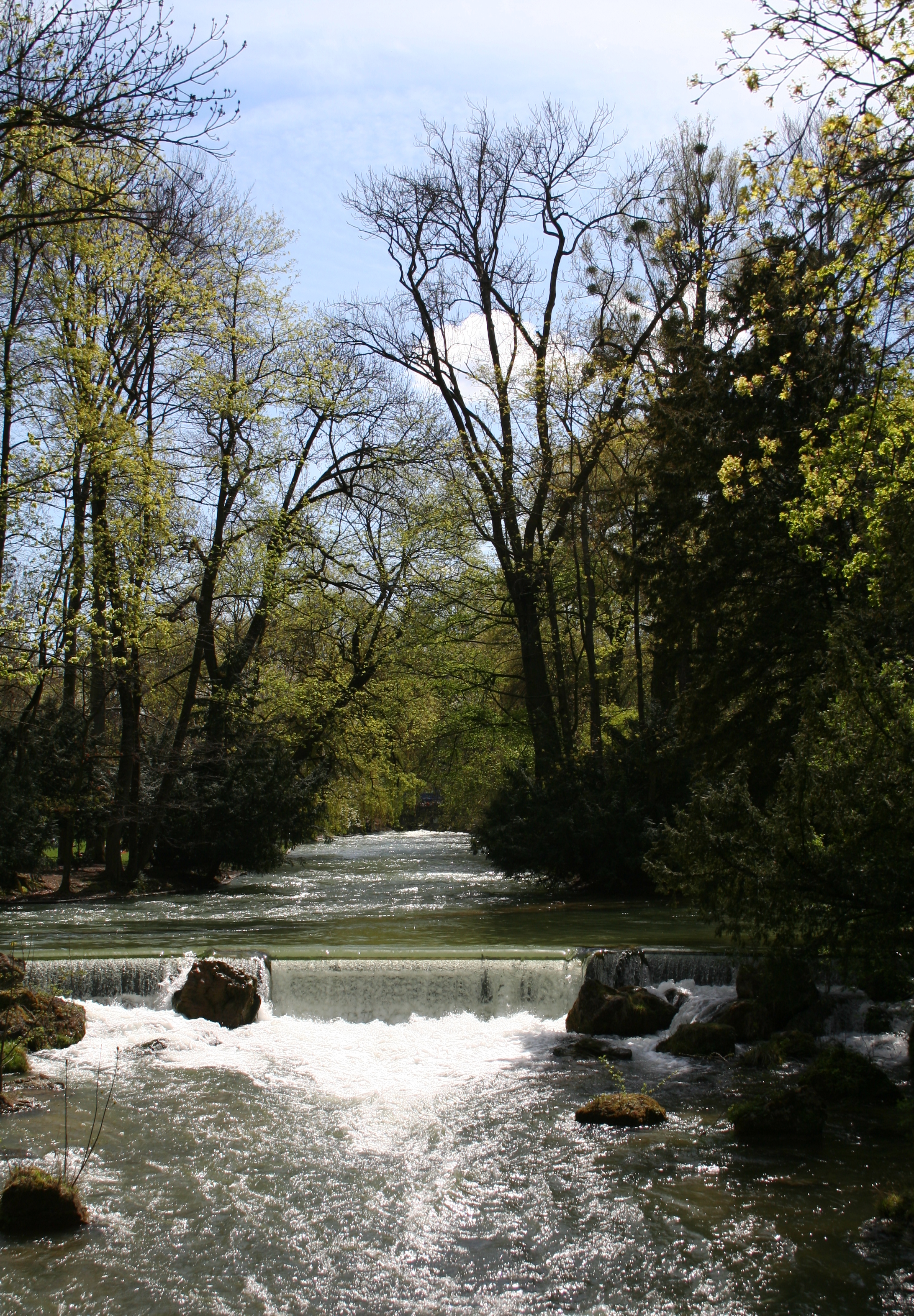
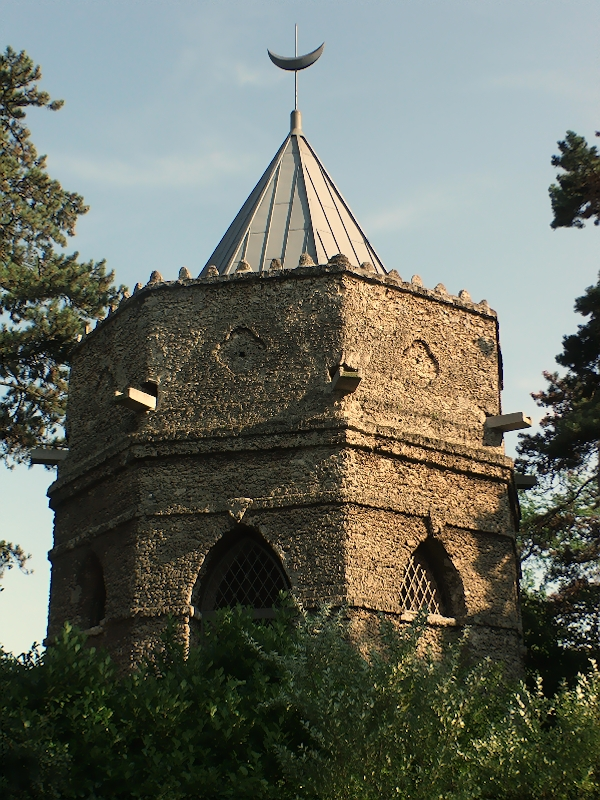
Műrom a tatai Angolkertben
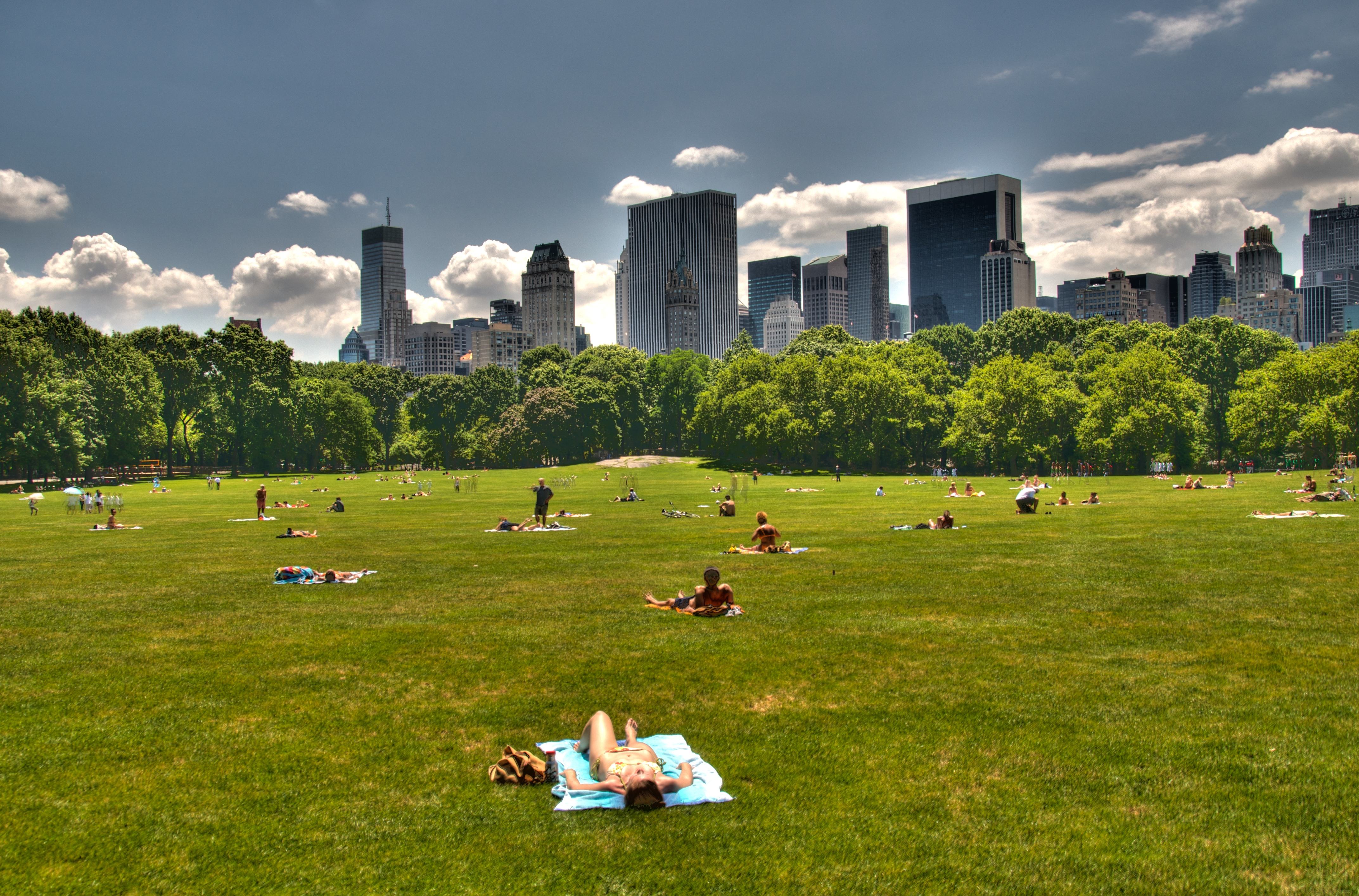
Central Park, New York – idealizált táj a városban
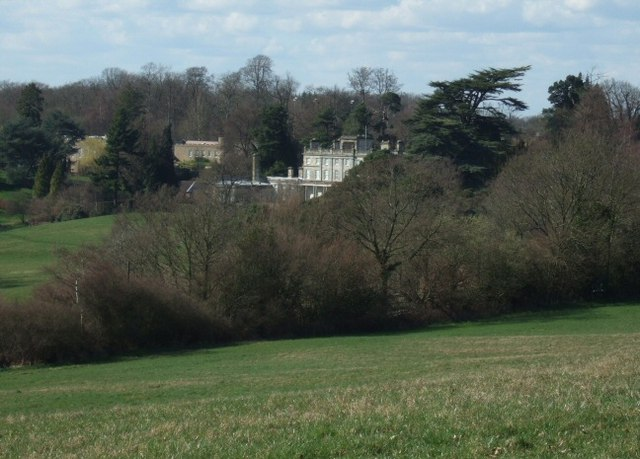
Saint Hill Manorban lévő udvarház
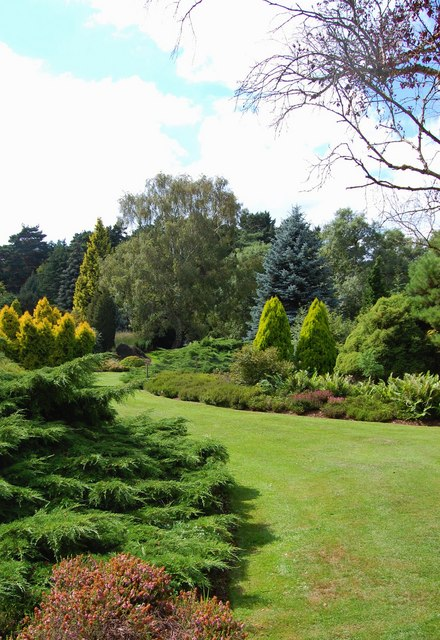
Windsor Great Park
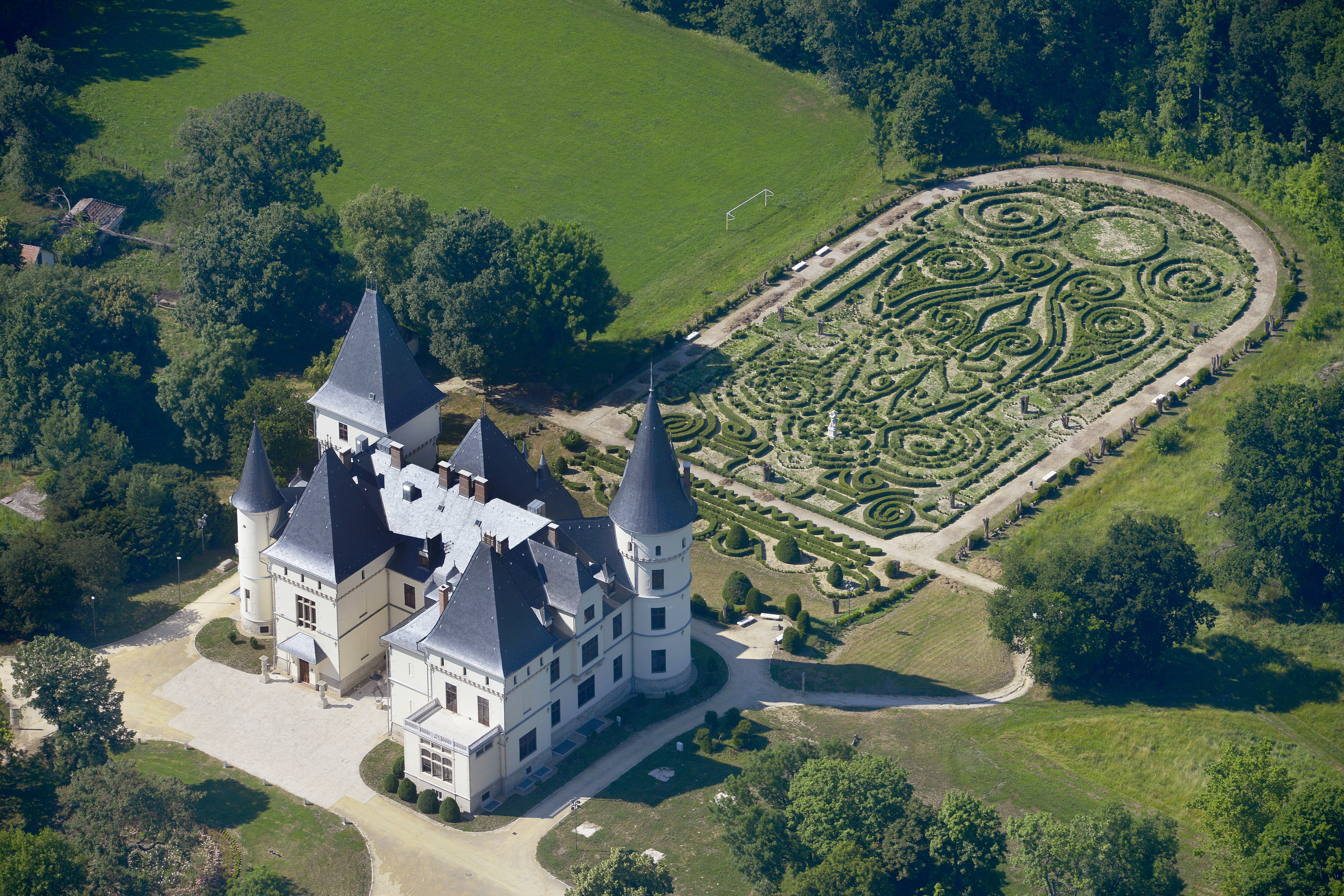
Tiszadobi kastély angolkert - légi fotó

## Felhasznált növények
A kertben a növényfajok kiválasztása az ökológiai igények figyelembevételével történt, ökológiailag honos fák ültetésével. Elsősorban gyorsan növő, igénytelen és lombhullató fa- és cserjefajokat alkalmaztak.
Gyalogakác (Amorpha fruticosa), fekete bodza (Sambucus nigra), szilfa (Ulmus minor és Ulmus major), keskenylevelű ezüstfa (Elaeagnus angustifolia), mezei juhar (Acer campestre), fagyal (Ligustrum vulgare), tölgyfajok (Quercus robur és Quercus petraea). A víz partjára éger- (Alnus spp.) és fűzfajok (Salix spp.), illetve angoloknál Forsythia trubin került.

## Magyarországi angolkertek
Széphalom: Kazinczy-birtok, Csákvár, Tata: Óváros-Angolkert, Vép, Szarvas, Tiszadob, Budapesten a Városliget. Dendrológiai gyűjtemények, arborétumok: Vácrátót, Szarvas, Kám, Tiszakürt, Alcsút, Szabadkígyós.
Sok magyarországi és európai kastély parkját a 19. század második felében az eredeti reneszánsz vagy barokk kertből angolkertté alakíttatták át.